# Suore benedettine di carità
Le suore benedettine di carità sono un istituto religioso femminile di diritto pontificio: i membri di questa congregazione pospongono al loro nome la sigla O.S.B.

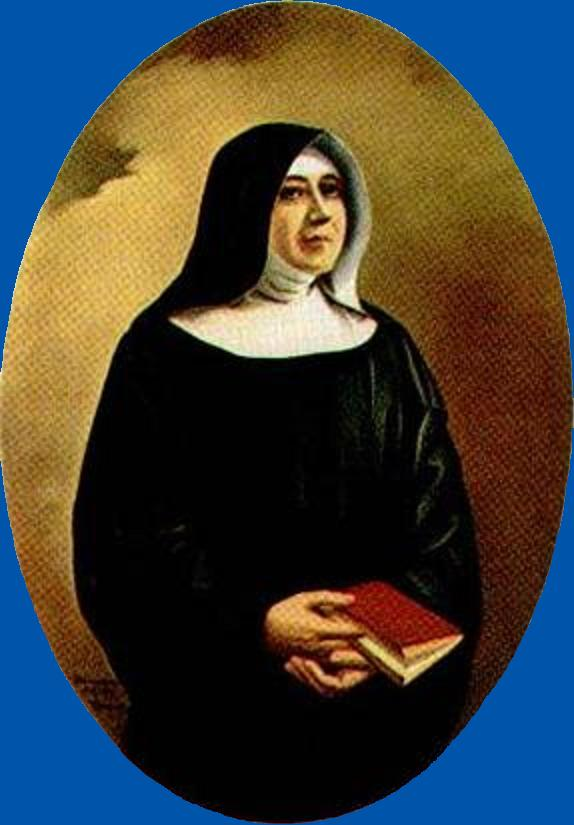
La religiosa polacca Colomba Gabriel (1858-1926), fondatrice della congregazione.

## Storia
La congregazione venne fondata dalla religiosa polacca Colomba Gabriel (1858-1926): già badessa del monastero benedettino di Leopoli, nel 1900 si trasferì in Italia ed entrò nel cenobio femminile di Subiaco; iniziò poi a dedicarsi a varie opere di apostolato attivo nei quartieri popolari della città di Roma.
Su suggerimento di Vincenzo Ceresi (1869-1958), missionario del Sacro Cuore, e grazie al sostegno economico di vari benefattori, nel 1908 la Gabriel aprì a Roma una casa per ospitare e proteggere le giovani donne che si trasferivano nella capitale per cercare lavoro: per assicurare la continuità dell'opera, con l'aiuto dell'abate primate dell'Ordine di San Benedetto, madre Colomba creò una congregazione di religiose di voti semplici per dirigere l'istituto.
Il cardinale vicario Basilio Pompilj emanò il decreto di erezione canonica dell'istituto delle suore benedettine di carità il 5 marzo 1926; la congregazione ricevette il pontificio decreto di lode nel 1978.
La fondatrice è stata beatificata da papa Giovanni Paolo II nel 1993.

## Attività e diffusione
Le benedettine di carità si dedicano a varie opere in favore dell'infanzia, dei giovani e degli anziani e alle opere parrocchiali.
Sono presenti in Italia, Madagascar e Romania: la sede generalizia è a Roma.
Al 31 dicembre 2005 l'istituto contava 121 religiose in 18 case.